# کابینه دراگی
کابینه دراگی (انگلیسی: Draghi Cabinet) شصت و هفتمین کابینه جمهوری ایتالیا و اولین کابینه‌ای است که به رهبری ماریو دراگی تشکیل شد. این کابینه که ائتلافی از احزاب است به عنوان یک دولت وحدت ملی توصیف شده‌است.
این دولت متشکل از سیاستمداران و کنشگران سیاسی مستقل و تکنوکرات‌ها است که مورد حمایت جنبش پنج ستاره(M5S) می‌باشند که از جانب لیگ راست میانه پشتیبانی می‌شوند (لگا نورد) راست میانه فوزا ایتالیا، حزب چپ میانه حزب دموکراتیک ایتالیا(PD)، مرکز گرایان زنده‌باد ایتالیا (۴)، همراه با گروه پارلمانی چپگرای آزاد و برابر (LeU)

## احزاب حمایت کننده
| حزب | حزب                   | موقعیت       | مرام اصلی            | رهبر                 |
| --- | --------------------- | ------------ | -------------------- | -------------------- |
|     | جنبش پنج ستاره (M5S)  | خیمه بزرگ    | عوامگرایی            | ویتو کریمی (در خدمت) |
|     | لگا                   | راست میانه   | عوام‌گرایی راست میانه | ماتیو سالوینی        |
|     | Forza Italia (FI)     | راست میانه   | محافظه کار لیبرال    | سیلویو برلوسکونی     |
|     | Democratic Party (PD) | چپ میانه     | سوسیال دموکراسی      | نیکولا زینگارتی      |
|     | زنده‌باد ایتالیا (۴)   | Centre       | لیبرالیسم            | ماتیو رنزی           |
|     | Free and Equal (LeU)  | بال چپ سیاسی | سوسیال دموکراسی      | چندین رهبر           |

1. ↑  Political alliance between Article One (led by روبرتو اسپرانزا) وچپ ایتالیا (به رهبری نیکولا فراتویانی).